# Wüstenhof (Solingen)
Wüstenhof ist eine Hofschaft in der bergischen Großstadt Solingen.

## Lage und Beschreibung
Wüstenhof befindet sich abseits der geschlossenen städtischen Bebauung im äußersten Süden des Stadtbezirks Burg/Höhscheid an der Wupper, die die Stadtgrenze zu Leichlingen bildet. Die Hofschaft liegt als Straßendorf im unteren Bereich des Odentaler Wegs, der als Landesstraße 427 klassifiziert ist, und der im Süden über eine Brücke über die Wupper führt. Nach Westen zweigen die beiden Straßen Wüstenhof sowie Wüstenhofer Weg von der Hauptdurchgangsstraße ab. Durch den Ort fließt der Schellberger Bach, der kurze Zeit später in die Wupper mündet. Das Ortsbild in Wüstenhof prägen bis heute einige historische Fachwerk- und Schiefergebäude. Der Ort liegt zudem am Rande des Naturschutzgebietes Tal- und Hangbereiche der Wupper mit Seitenbächen.
Benachbarte Orte sind bzw. waren: Heiler Kotten, Höfchen, Evertsaue, Vockerterbusch, Breidbach, Schellberg, Hohenscheid und Auer Kotten auf Solinger Stadtgebiet sowie Wupperhof auf Leichlinger Stadtgebiet.

## Etymologie
Der Ortsname ist vermutlich von dem Familiennamen der Messerschmiedefamilie Wöste abgeleitet.

## Geschichte
In dem Kartenwerk Topographia Ducatus Montani von Erich Philipp Ploennies, Blatt Amt Solingen, aus dem Jahre 1715 ist der Ort mit einer Hofstelle verzeichnet und als Wüſtenhof benannt. Wüstenhof war Grenzort zwischen zwei Honschaften: Teils wurde der Ort in den Registern der Honschaft Balkhausen geführt, teils in jenen der Honschaft Widdert. Die Grenze bildete der Verlauf des heutigen Odentaler Wegs bzw. im Nordwesten der Verlauf des Wüstenhofer Wegs. Die Topographische Aufnahme der Rheinlande von 1824 verzeichnet den Ort nur unbenannt, die Preußische Uraufnahme von 1844 verzeichnet ihn als Wüstenhof benannt. In der Topographischen Karte des Regierungsbezirks Düsseldorf von 1871 ist der Ort als Wustenhof verzeichnet.
Nach Gründung der Mairien und späteren Bürgermeistereien Anfang des 19. Jahrhunderts gehörte der östlich der heutigen Straße Odentaler Weg gelegene Teil Wüstenhofs zur Bürgermeisterei Dorp und der westlich dieser Straße gelegene Teil zur Bürgermeisterei Höhscheid. Beide Bürgermeistereien erhielten im Jahre 1856 das Stadtrecht verliehen. Die Bürgermeisterei beziehungsweise Stadt Dorp wurde nach Beschluss der Dorper Stadtverordneten zum 1. Januar 1889 mit der Stadt Solingen vereinigt. Damit wurde der Dorper Teil Wüstenhofs bereits 1889 ein Ortsteil Solingens. Mit der Städtevereinigung zu Groß-Solingen im Jahre 1929 wurde schließlich auch der Höhscheider Teil Wüstenhofs nach Solingen eingemeindet.
Aufgrund seiner topografischen Lage wurde der Ort nur geringfügig baulich verändert bzw. erweitert. Damit blieb sein ursprünglicher Hofschaftscharakter mit verstreuten angeordneten Fachwerk- und Schieferhäusern bis heute erhalten. Der Bereich Wüstenhof/Auer Kotten verfügt heute über einen Wanderparkplatz direkt an der Wupper und ist eine beliebte Einstiegsstelle für Kanuten auf dem Fluss.